# راي تشايلدريس
راي تشايلدريس (بالإنجليزية: Ray Childress)‏ هو لاعب كرة قدم أمريكية أمريكي، ولد في 20 أكتوبر 1962 في ممفيس في الولايات المتحدة.

## وصلات خارجية
- راي تشايلدريس على موقع مرجع كرة القدم المحترفة.كوم (الإنجليزية)
- راي تشايلدريس على موقع IMDb (الإنجليزية)